# George Waldemar
Jerzy Jarocinski George Waldemar (Łódź, 1893 – Parigi, 27 ottobre 1970) è stato un critico d'arte francese.

## Biografia
Figlio di Stanislaw e Regina Eugenia Goldfeder, nasce a Łódź nel 1893. Ha una buona preparazione scolastica e negli anni arriva a parlare almeno 5 lingue. Nel 1911 pubblica a Varsavia un volume di poesie a carattere patriottico che gli crea problemi con le autorità ed è costretto alla fuga per evitare il carcere. Espatria e, grazie alla presenza dello zio, si reca a Parigi. Frequenta scienze umanistiche alla Sorbona e nel 1912 inizia la professione di giornalista in un periodico parigino. Acquisisce la cittadinanza francese e contestualmente cambia il proprio nome in George, rendolo più affine alla lingua del paese ospitante.
Tra il 1917 e il 1922 scrive per varie testate giornalistiche contrarie alla guerra e il suo impegno politico si esprime nel sostegno alla Rivoluzione d'Ottobre. Progressivamente si avvicina al mondo dell'arte scrivendo per le più importanti riviste francesi e tedesche di settore.
In breve tempo diventa un critico molto noto, inizia a promuovere attivamente l'arte moderna definendola "indipendente" e durante gli anni venti del secolo scorso critica duramente Picasso. Scopre il pittore Chaïm Soutine, una delle migliori espressioni della Scuola di Parigi, e promuove pittori come Jozsef Csáky, Henri Epstein, Simon Mondzain, Mané-Katz, Oscar Miestchaninoff e lo scultore Jacques Lipchitz. Frequenta e promuove l'opera di Louis Marcoussis e di sua moglie Alice Halicka. Diventa corrispondente per la rivista polacca "Wiadomosci Literackie" e nel 1922 si occupa della mostra "Giovane Polonia" che si tiene nel Museo Crillon di Parigi.
Dopo la seconda guerra mondiale diventa editore capo per la rivista "Art et Industrie" e nel periodo 1956-1959 diventa redattore capo per "Prisme des Arts". Durante questo periodo e sino alla morte, avvenuta a Parigi il 27 ottobre 1970, scrive varie centinaia di articoli, un centinaio di libri, scopre e promuove molti artisti stranieri, come lo scultore italiano Aurelio de Felice, sia in Patria sia all'estero.  
| Controllo di autorità | VIAF (EN) 110078767 · ISNI (EN) 0000 0001 2147 5409 · SBN RAVV039714 · ULAN (EN) 500292917 · LCCN (EN) n50080904 · GND (DE) 107081377 · BNF (FR) cb12608521r (data) · J9U (EN, HE) 987007279068805171 |